# Jelena Tiurina
Jelena Nikołajewna Tiurina (ros. Елена Николаевна Тюрина, z domu Batuchtina, ros. Батухтина; ur. 12 kwietnia 1971 w Swierdłowsku) – rosyjska siatkarka, reprezentantka kraju, przyjmująca.

## Kariera sportowa
Zdobyła trzy srebrne medale na Igrzyskach Olimpijskich w 1992, 2000 i 2004 r. Mistrzyni Świata z 1990 r. z Chin. Trzykrotnie zdobywała mistrzostwo Europy w 1993, 1997 i 2001 r. Została odznaczona tytułem Zasłużonego Mistrza Sportu, a także Medalem Orderu „Za zasługi dla Ojczyzny” II klasy 3 października 2006 r. Przez pewien okres kariery występowało również na pozycji libero. Karierę zakończyła w 2005 r.

## Nagrody indywidualne
- 1994: najlepiej punktująca zawodniczka mistrzostw Świata
- 1997: MVP Grand Prix
- 2001: najlepiej przyjmująca zawodniczka Grand Prix

## Odznaczenia
- Odznaczona tytułem Zasłużonego Mistrza Sportu
- Order Przyjaźni (2001)
- Medal Orderu „Za zasługi dla Ojczyzny” II klasy (3 października 2006)